# István Apáti
István Apáti (ur. 23 marca 1978 w Csenger) – węgierski polityk, od 2010 poseł do Zgromadzenia Narodowego. 

## Życiorys
Jest absolwentem studiów prawniczych na Uniwersytecie w Miszkolcu, po których rozpoczął praktykę w wyuczonym zawodzie. W 2005 został działaczem partii Jobbik. W 2010 został wybrany z jej listy do Zgromadzenia Narodowego, gdzie objął stanowisko wiceprzewodniczącego Komisji Samorządu Terytorialnego i Rozwoju Regionalnego. 